# Чернецкий, Сергей Сергеевич
Сергей Сергеевич Чернецкий (род. 23 февраля 1979 года) - нападающий и играющий главный тренер сборной Белоруссии по хоккею с мячом.

## Карьера
Игровая карьера Сергея Чернецкого началась в родном Мурманске. Первый тренер — Владимир Валерьевич Ладыжинский.
| Сезон              | Клуб             | Дивизион    | Игр | Голов |
| ------------------ | ---------------- | ----------- | --- | ----- |
| 1993/1994          | «Арктик-Сервис»  | высшая лига | 6   | 2     |
| 1994/1995          | «Водник»         | высшая лига | 7   | 0     |
| 1996/1997          | «Североникель»   | высшая лига | 20  | 15    |
| 1997/1998          | «Ракета»         | высшая лига | 25  | 10    |
| 1998/1999          | «Ракета»         | высшая лига | 18  | 2     |
| 1999/2000          | «Ракета»         | высшая лига | 6   | 0     |
| 2000/2001          | «Юность»         | высшая лига | 10  | 17    |
| 2000/2001          | «Ракета»         | высшая лига | 6   | 3     |
| 2001/2002          | «СКА-Свердловск» | высшая лига | 25  | 24    |
| 2001/2002          | «Ракета»         | высшая лига | 2   | 0     |
| 2002/2003          | «Ракета»         | высшая лига | 26  | 7     |
| 2003/2004          | «Енисей»         | высшая лига | 22  | 8     |
| 2004/2005          | «Енисей»         | высшая лига | 28  | 4     |
| 2005/2006          | «Енисей»         | высшая лига | 26  | 14    |
| 2006/2007          | «Енисей»         | высшая лига | 32  | 6     |
| 2007/2008          | «АМНГР»          | высшая лига | 22  | 8     |
| 2009/2010          | «Мурман»         | высшая лига | 31  | 15    |
| 2010/2011 (1 лига) | «Мурман»         | первая лига | 26  | 18    |

Приглашался в сборную Белоруссии. В её составе неоднократно становился лучшим бомбардиром сборной. В 2011 году возглавил сборную Белоруссии в качестве главного тренера, при этом оставаясь и активным игроком.